# Soto zen
Soto zen o escola soto (曹洞宗 Sōtōshū), com se la coneix al Japó, és una de les tres escoles zen del budisme japonès; les altres dues són les escoles rinzai i obaku.
L'escola va ser establerta inicialment a la Xina per Dongshan Liangjie al segle ix (durant la dinastia Tang) amb el nom de Caodong. Al segle xiii Dogen Zenji la va portar al Japó; així doncs Dogen és recordat avui com el co-patriarca del zen soto al Japó, juntament amb Keizan Jokin.
El zazen, o meditació en posició asseguda, és la base del soto zen.